# Нова Вас (Бртонигла)
Нова Вас (итал. Villanova) је насељено место у саставу општине Бртонигла у Истарској жупанији, Хрватска. До територијалне реорганизације у Хрватској налазила се у саставу старе општине Бује.

## Становништво
На попису становништва 2011. године, Нова Вас је имала 359 становника.

## Попис1991.
На попису становништва 1991. године, насељено место Нова Вас је имало 288 становника, следећег националног састава:
| Попис 1991.‍  | Попис 1991.‍  | Попис 1991.‍ | Попис 1991.‍ | Попис 1991.‍ |
| ------------ | ------------ | ----------- | ----------- | ----------- |
|              |              |             |             |             |
| Италијани    | Италијани    |             | 146         | 50,69%      |
| Хрвати       | Хрвати       |             | 82          | 28,47%      |
| Словенци     | Словенци     |             | 12          | 4,16%       |
| Албанци      | Албанци      |             | 6           | 2,08%       |
| Муслимани    | Муслимани    |             | 5           | 1,73%       |
| Срби         | Срби         |             | 5           | 1,73%       |
| Југословени  | Југословени  |             | 4           | 1,38%       |
| неопредељени | неопредељени |             | 5           | 1,73%       |
| регион. опр. | регион. опр. |             | 16          | 5,55%       |
| непознато    | непознато    |             | 7           | 2,43%       |
| укупно: 288  |              |             |             |             |